# Srbice (district de Domažlice)
Pour les articles homonymes, voir Srbice.
Srbice (en allemand : Serbitz) est une commune du district de Domažlice, dans la région de Plzeň, en République tchèque. Sa population s'élevait à 391 habitants en 2017.

## Géographie
Srbice se trouve à 7 km au sud-est de Staňkov, à 16 km au nord-ouest de Domažlice, à 32 km au sud-ouest de Plzeň et à 114 km à l'ouest-sud-ouest de Prague.
La commune est limitée par Hlohovčice, Poděvousy et Buková au nord, par Ptenín et Křenice à l'est, par Chudenice et Koloveč au sud, et par Močerady à l'ouest.

## Histoire
La première mention écrite de la localité date de 1226.